# 布拉尼夫
50°35′41″N 26°50′49″E / 50.59472°N 26.84694°E
布拉尼夫（烏克蘭語：Бранів），是烏克蘭西北部的村莊，隸屬里夫內州的里夫內區。該村始建於1580年，面積0.99平方公里，2001年人口140，人口密度每平方公里141.1人。